# Toulicia petiolulata
Toulicia petiolulata är en kinesträdsväxtart som beskrevs av Ludwig Radlkofer. Toulicia petiolulata ingår i släktet Toulicia och familjen kinesträdsväxter. Inga underarter finns listade i Catalogue of Life.